# Истиндзион
Истиндзио̀н (на гръцки: Ιστιντζιόν) е изоставено село в Кипър, окръг Пафос. Според статистическата служба на Република Кипър през 2001 г. селото няма жители.
Намира се на 5 км южно от Лисос. След събитията от 1974 г., кипърските турци емигрират в Северен Кипър и селото бива изоставено.